# 真诰
《真诰》，南朝梁陶弘景在茅山（句曲山）隐居期间编，为道教上清派要典， 凡七卷。
“真诰”意为「真人口授之诰」，“真人”是道教对神仙人物的尊称，“诰”是上对下的一种诫勉。《真诰》系东晋杨羲、许谧、许翽等人的"通灵"记录。在陶弘景前，顾欢曾加以搜集整理，编成《真迹》一书。陶弘景勤加搜访，并加注解，编之《真诰》。书中内容庞杂，介绍了道教上清派的历史、传记和方术等，对道教其他派别也有所涉及。《真诰》认为“道者混然，是生元气。元气成，然后有太极。太极则天地之父母，道之奥也”。《真诰》重视《抱朴子》的金丹和守一，但认为“若得《大洞真经》者，复不须金丹之道”。
《真诰》奉上清法为"上道"，认为高出旧天师道的"太清家"。崇尚诵经、存神、守一、斋戒。书中“上清真人”，"为老君之师"，反映出上清派信仰特征有异于旧天师道。此书描述佛有如神仙，反映佛教初入中国时人们对佛教的观念。
《真诰》也是精彩的文学作品，文字典雅，人物形象生动，描写了许多女仙下凡和凡人恋爱的故事。女仙教导凡夫俗子修炼，同她们一起过神仙生活。《隋书·经籍志》未见著录《真诰》。《三洞珠囊》多引其文。

## 目錄
- “运题象一”
- “甄命授二”
- “协昌期三”
- “稽神枢四”
- “阐幽微五”
- “握真辅六”
- “翼真检七”

## 逸事
1933年5月胡适考证《真诰》，发现《真诰》有抄袭《四十二章经》之處，胡适以为是侦破了一桩千年的窃案。陈寅恪卻透過傅斯年告诉他，朱熹早在七百年前就发现了。